# Чангдеокгунг
Чангдеокгунг (хангул: 창덕궁; хања: 昌德宮; што значи "палата просперирајућих врлина"), или Палата Чангдеок, је једна од "пет палата династије Јосеон" у Сеулу. Због њеног положаја источно од палате Гyеонгбок, заједно с палатом Чангyеонгунг су је звали "Источном палатом" (동궐, 東闕, Донгвол). Она је била најдража палата многих владара династије Јосеон и у њој су задржани многи елементи из још ранијег раздобља Три краљевства Кореје (57. п. н. е.-668.). Једна од тих њених одлика је уклапање у околину, за разлику од новије палате Гyеонгбокгунг која се намеће околини. Због тога је Чангдеокгунг уписан као Национално благо Кореје бр. 122., а 1997. године и на УНЕСКО-в Списак места Светске баштине у Азији и Аустралазији као "изванредан пример дизајна и архитектуре далекоисточне палате уклопљен у изворну топографију и шуму".
Заједно са остале четири палате у Сеулу, и Чангдеокгунг је страдао у време јапанске окупације Кореје (1932—45.), и данас постоји тек 30% његових грађевина.

## Историја
Год. 1395. ауторитет Гyеонгбокгунга, као примарне палате, био је угрожен због свађе за престо између принчева и вазала. Због тога је краљ Јеонгјонг, којег је на пријесто поставио принц Јеонг (касније краљ Таејонг), преселио престоницу 1400. године у Гаегyеонг, стару престоницу династије Гогурyео. Краљ Таејонг је ускоро преузео престо који је вратио у Хансеонг (данашњи Сеул) и дао је изградити нову палачу Чангдеокгунг, јер је градњу Гyеонгбокгунга предводио Јеонг До-Јеон, ранији ривал његовог оца. Изградња палаче Чангдеок је почела 1405., а довршена је 1412. године. Краљ Сеоњо проширио је првобитну палату за око 500.000 м², укључујући задњи парк (Хувон).
Палата је била спаљена до темеља током јапанске инвазије 1592., а обновили су је краљ Сеоњо и краљ Гвангхаегун 1609. године. Следећи пожар ју је уништио 1623. године када је краљ Ињо повео политичку буну против Гвангхаегуна. Палату су такође напали и Манџурци кинеске династије Ћинг, али је увек обнављана верна свом првом изгледу.
Чангдеокгунг је била место краљевског двора и седиште владе све до 1872. године, када је обновљена суседна палата Гyеонгбокгунг. Корејски последњи цар, Суњонг, је овде живео све до своје смрти 1926. године.

## Одлике
Цела палата је подигнута по начелу баесанимсу (배산임수) из Фенг шуија: између врхова планине Бугаксан у позадини и реком Геумчеон испред, али не у геометријском низу попут палате Гyеонгбокгунг, већ у складу с околном природом. Архитектура самих грађевина прати начела једноставности и штедљивости, по узору на конфучијанство.
Данас у комплексу палате стоје 13 грађевина и 28 павиљона у вртовима, који све у свему покривају око 45 ha (110 acres). Значајне зграде су: 
- Портал Доњвамун; изграђен 1412. и обновљен 1607. године, с бакарним звоном тежине 8 тона.
- Ињеонгјеон ("главна дворана"), која се користила за главне државне послове попут краљевског крунисања и примања посланика. Изграђена је 1405., а обновљена је након пожара 1610. и 1804. године.
- Сеонгјеонгјеон ("помоћна одаја у главној дворани") је место где се краљ свакодневно сусретао са својим министрима и расправљао о важним државним пословима.
- Хуијеонгданг ("краљевска приватна резиденција"); касније се користила као конференцијска дворана када је оцењено да је Сеонгјеонгјеон постао премален за то. Након пожара 1917. године обновљена је потпуно другачије, углавном под утицајем западне уметности.
- Даејојеон ("стамбена четврт") је била службена резиденција краљице, а након пожара 1917. обновљена је деловима Гyеонгбокгунга.
- Наксеон-Јае, бивша резиденција корејске царске породице, укључујући принцезу Бангја.
- Павиљон Јухамну (Кујангак) је била краљевска библиотека испред које су се одржавали државни испити у присустви самог краља.
- Резиденција Јеон-гyеонгданг је изграђена 1827. године као дворана за пријеме у стилу песничке куће.